# Béta-propiolakton
A β-propiolakton heterogyűrűs vegyület. Színtelen, enyhén édeskés szagú, rákkeltő hatású folyadék, amely forráspontján (162 °C) bomlik. Vízben oldódik, etil-alkohollal, acetonnal, éterrel, kloroformmal elegyedik.
Korábban akrilsav és észtereinek gyártására használták, de mára már felváltották olcsóbb és kevésbé veszélyes anyagokkal. Vérplazma, vakcinák, átültetendő testszövet, orvosi eszközök és enzimek fertőtlenítésére használják. Legfőbb felhasználása azonban más vegyületek gyártása.
Keténből és formaldehidből állítják elő ZnCl2 vagy AlCl3 katalizátorral.
Víz hatására a feszült gyűrű miatt lassan 3-hidroxipropionsavra(en) bomlik.

## Fordítás
Ez a szócikk részben vagy egészben  a   beta-Propiolactone című angol Wikipédia-szócikk fordításán alapul.  Az eredeti cikk szerkesztőit annak laptörténete sorolja fel. Ez a jelzés csupán a megfogalmazás eredetét és a szerzői jogokat jelzi, nem szolgál a cikkben szereplő információk forrásmegjelöléseként.